# Nickender Milchstern
Der Nickende Milchstern (Ornithogalum nutans L.; Syn.: Honorius nutans (L.) Gray), auch Nickende Vogelmilch genannt, ist eine Pflanzenart aus der Gattung Milchsterne (Ornithogalum) und der Familie der Spargelgewächse (Asparagaceae).

## Beschreibung

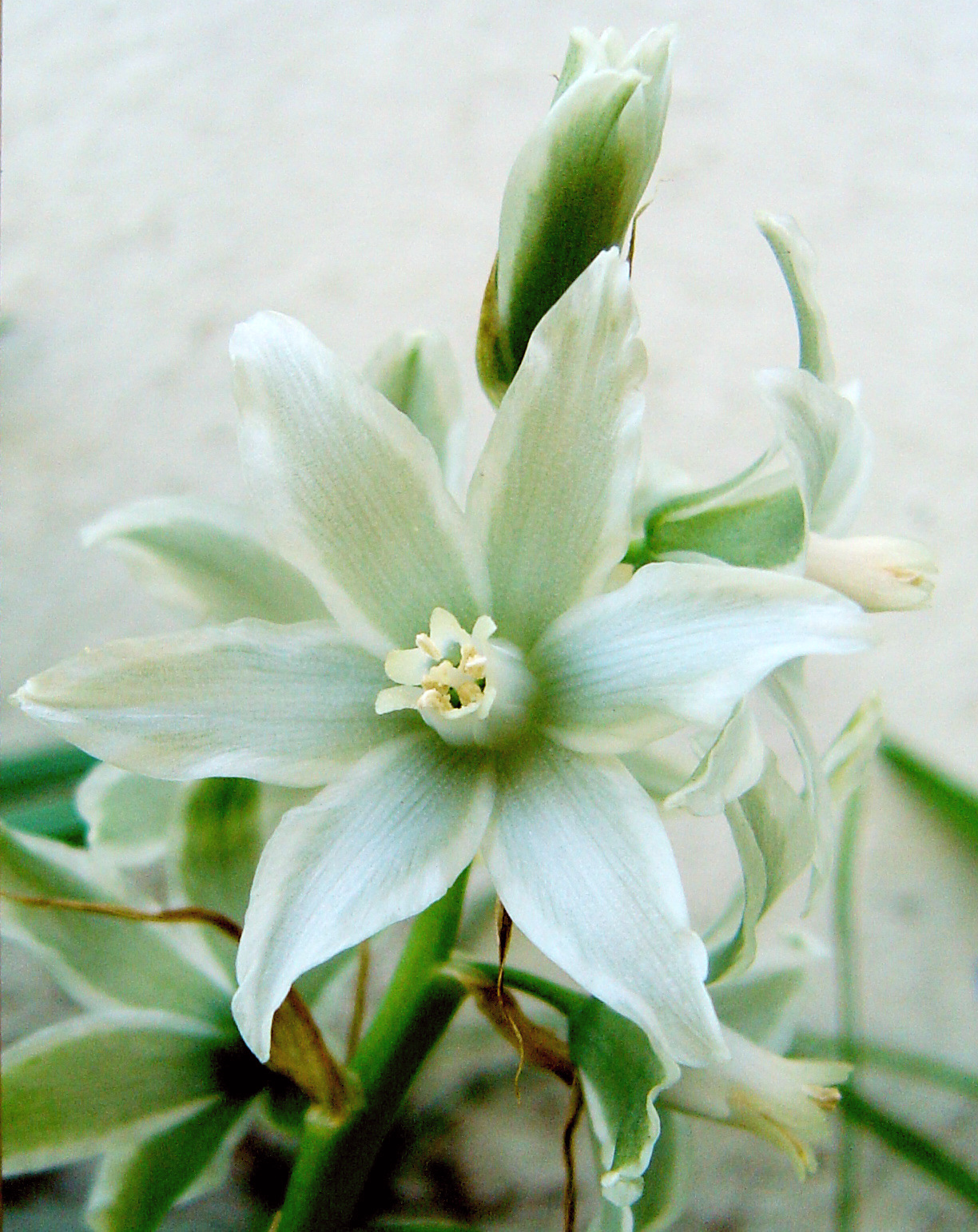
Blüte

Der Nickende Milchstern ist eine ausdauernde krautige Pflanze mit Wuchshöhen von meist 30 bis 50 (15 bis 60) Zentimetern. Dieser Geophyt bildet Zwiebeln mit einer Länge von etwa 2 bis 3 cm und einem Durchmesser von etwa 2,5 bis 3,5 cm aus, die viele Brutzwiebeln ausbildet. Die meist vier bis sechs, selten auch drei, in einer grundständigen Rosette angeordneten Laubblätter sind einfach, parallelnervig, linealisch und bis zu 60 cm lang.
Im späten Winter beginnt der Nickende Milchstern mit der Photosynthese und blüht zwischen Mitte April und Anfang Mai. An einem blattlosen Stängel steht der traubige Blütenstand mit meist fünf bis zwölf (selten bis zu 18) Blüten. Die Hochblätter sind 3 bis 4 cm lang. Die nickenden Blüten sind dreizählig und zwittrig. Die sechs glockenförmig verwachsenen Blütenhüllblätter sind weiß mit einem grünen Streifen auf der Rückseite, 20 bis 30 mm lang und 9 bis 12 mm breit. Die je drei inneren und äußeren Blütenhüllblätter sind etwas verschieden geformt. Von den sechs Staubblättern sind die äußeren 6 bis 8 × 3 bis 4 mm, die inneren 13 bis 15 × 4 bis 5 mm. Die Staubfäden sind geflügelt (gezähnt). Die Staubbeutel sind 3 bis 4 mm lang. Der leicht sechsflügelige Fruchtknoten und der Griffel sind jeweils 5 bis 6 mm lang. Die Kapselfrucht ist breit eiförmig. Nach der Blüte vertrocknen die Blätter und die Zwiebel überdauert die trockenen Sommermonate unter der Erde.
Verbreitung und Vermehrung siehe Dolden-Milchstern.
Die Chromosomenzahl beträgt 2n = 42.

## Vorkommen
Der Nickende Milchstern stammt aus dem Westen der Türkei, aus Bulgarien und aus dem Osten Griechenlands, dennoch ist die Art heute in vielen Teilen der Welt verwildert. In der Barockzeit wurde der Milchstern in Europa als Zierde für Schloss- und Klostergärten angepflanzt. Deshalb tritt er heute im Umfeld dieser Anlagen (Gebüsche, Äcker, Weingärten) gehäuft auf. Er ist lokal eine Charakterart des Geranio-Allietum aus dem Verband Fumario-Euphorbion, kommt aber auch in Gesellschaften des Verbands Alliarion vor.
Er ist in ganz Deutschland aber relativ selten anzutreffen. Im Garten von Schloss Paretz bei Potsdam ist der Nickende Milchstern während seiner Blütezeit zu einer kleinen Attraktion geworden; in Führungen wird die literarische und kulturelle Wirkung der Pflanze am Beispiel des Textes „Nickender Milchstern“ von Ludwig Sternaux erläutert. Im Land Sachsen ist die höchste Population des Nickenden Milchsterns in Deutschland zu verzeichnen, dort wächst er beispielsweise auf dem Roitzschberg bei Meißen und am Schloss Pillnitz bei Dresden.
In Österreich findet er sich vorwiegend in den östlichen, pannonischen Gebieten. So auch im nördlichen Niederösterreich rund um das Stift Altenburg.
In der Schweiz tritt diese Art vereinzelt in der Gegend um Schaffhausen auf, im Rheintal und in der Gegend zwischen Bern und Thun; dort gilt sie aber als gefährdet.
Die ökologischen Zeigerwerte nach Landolt & al. 2010 sind in der Schweiz: Feuchtezahl F = 3 (mäßig feucht), Lichtzahl L = 3 (halbschattig), Reaktionszahl R = 4 (neutral bis basisch), Temperaturzahl T = 5 (sehr warm-kollin), Nährstoffzahl N = 3 (mäßig nährstoffarm bis mäßig nährstoffreich), Kontinentalitätszahl K = 2 (subozeanisch).